# Avahi ramanantsoavani
Lêmure-lanoso-de-Ramanantsoavana (Avahi ramanantsoavani) é uma espécie de lêmur da família Indridae. Endêmica do sudeste de Madagascar.